# Bartolino
Bartolino is een plaats in het Poolse district  Sławieński, woiwodschap West-Pommeren. De plaats maakt deel uit van de gemeente Malechowo en telt 120 inwoners.